# 유령 (2023년 영화)
유령(Phantom)은 2023년 개봉한 대한민국의 액션 영화이다. 이해영이 감독을 맡으며, 설경구, 이하늬, 박소담, 박해수, 김동희, 서현우 등이 출연하였다.

## 줄거리
1933년 일제강점기, 새로운 조선총독의 부임 첫날, 항일 조직이 총독 암살을 시도하지만 실패한다. 이에 일본 총독부는 항일 조직이 심어 놓은 스파이 '유령'을 색출하기 위해, 5명의 용의자를 외딴 해변 절벽 호텔에 모아두고 하루 안에 스파이를 찾아내려 한다. 밀폐된 공간에서 감시를 받는 용의자들은 자신의 결백을 증명하기 위해 서로를 의심하고, 상대방의 소지품을 뒤지며 치열한 심리전을 펼친다. 이 과정에서 용의자들은 각자 숨겨진 목적과 비밀을 드러내며 긴장감을 고조시킨다.

## 출연진
- 설경구 : 무라야마 쥰지 역 - 본작의 남주인공이자 진 최종 보스. 첫 번째 용의자 → 경무국 소속 총독부 통신과 감독관
- 이하늬 : 박차경 역 - 본작의 여주인공. 두 번째 용의자 → 총독부 통신과 암호전문 기록 담당, 흑색단 단원.
- 박소담 : 요시나가 유리코/안광옥 역 본작의 서브 여주인공. - 세 번째 용의자 → 총독부 정무총감 직속 비서, 흑색단 단원.
- 박해수 : 다카하라 카이토 역 - 본작의 페이크 최종 보스. 함정의 설계자 → 신임 총독의 경호 대장
- 서현우 : 천은호 계장 역 - 본작의 서브 남주인공. 네 번째 용의자 → 통신과 암호해독 담당
- 김동희 : 이백호 역 - 통신과 직원
- 고인범 : 야마가타 토구조 역
- 이솜 : 윤난영 역 - 흑색단 단원
- 금새록 : 영화 장화, 홍련 여자 주인공 역
- 이주영 : 황금관 매표소 직원으로 위장한 흑색단 단원 역
- 김종수 : 황금관 사장 역
- 박상훈 : 동호 역
- 비비 : 정무총감 새 여비서 역
- 김혜옥 : 무라야마 쥰지의 어머니 역

## 수상 목록
- 2023년 제32회 부일영화상 음악상 (달파란)

## 같이 보기
- 《유령》 : 같은 이름의 작품으로, 정우성 / 최민수 / 윤주상 등이 출연한 영화이나, 설경구는 이 작품에서 조연으로 출연하였다.

- 《경성학교: 사라진 소녀들》 : 박소담과 이해영감독이 첫 번째로 호흡을 맞추게 되는 작품의 계기가 되었다.

- 《유령》 : 같은 이름의 작품으로, 소지섭 / 이연희 / 엄기준 등이 출연한 드라마이다.

- 《야차》 : 설경구와 박해수가 이 영화에 이어서 두번째로 호흡을 맞추는 작품의 계기가 되었다.